# Vittoria Ronchey
Vittoria Ronchey, da nubile Aliberti (Reggio Calabria, 23 settembre 1925 – Roma, 23 agosto 2022), è stata una scrittrice e traduttrice italiana.

## Biografia
Moglie del giornalista e scrittore Alberto Ronchey nonché madre della bizantinista Silvia, Vittoria Ronchey, insegnante per decenni di Storia e Filosofia nel Licei, fu autrice di romanzi e saggi, tra i quali il noto Figlioli miei, marxisti immaginari, sottotitolo Morte e trasfigurazione del  professore, sui ragazzi e il mondo della scuola negli anni del Sessantotto.
Tradusse il romanzo La piccola Fadette della scrittrice francese George Sand.
Nel 1992, per il romanzo 1944, fu inserita nella cinquina dei finalisti del Premio Strega.
Nel 1996 vinse il Premio Hemingway Lignano Sabbiadoro, sezione Narrativa, per La fontana di Bachcisaray.
È morta nella sua casa di Roma all'età di 96 anni.

## Opere
- Figlioli miei marxisti immaginari, 3ª ed., Milano, Rizzoli, 1975, SBN SBL0573396. Premio Viareggio Opera Prima (Saggistica)[4]
- 1944, Milano, Rizzoli, 1992, ISBN 88-17-66621-1.
- Il volto di Iside, Milano, Rizzoli, 1993, ISBN 88-17-66622-X.
- La fontana di Bachcisaray, Milano, A. Mondadori, 1995, ISBN 88-04-40396-9.
- Un'abitudine pericolosa, Milano, A. Mondadori, 1997, ISBN 88-04-42214-9.
- Dodici storie di fantasmi, Milano, Longanesi, 1999, ISBN 88-304-1711-4.